# Kinétoplaste
Un  kinétoplaste est un réseau  d'ADN circulaire (appelé ADNk) à l'intérieur d'une grosse mitochondrie (nommé kinoplaste) qui contient de nombreuses copies du génome mitochondrial. La structure kinétoplaste la plus commune est celle d'un disque, mais a été observé dans d'autres arrangements.  Les kinétoplastes ne se trouvent que chez les protozoaires de la classe Kinetoplastida.